# Serie B (Svizzera)
La Serie B è stata il torneo cadetto del campionato svizzero di calcio tra il 1898 ed il 1921, caratterizzata dal fatto di essere aperta anche alle squadre riserve delle compagini di massima serie. Organizzata dall'ASF/SFV, vide competere un numero di squadre variabile, generalmente suddivise in tre gironi geografici (Est, Centro, Ovest) e una fase finale tra le vincitrici dei gironi.
L'ammissione in Serie A non era tuttavia garantita dal fattore sportivo, ma richiedeva l'approvazione dell'ASF, tenendo presente che erano precluse all'ascesa le squadre cadette. Le ultime classificate venivano retrocesse in Serie C.

## Storia
Alla sua fondazione, nella stagione 1898-1899, la Serie B era organizzata in tre gruppi regionali (Est, Centro, Ovest) le cui vincitrici competevano per la Coupe Ruinart. Molte delle squadre iscritte al torneo cadetto erano le formazioni riserva delle squadre di Serie A e in caso di vittoria del campionato non potevano essere promosse nella categoria superiore.
Durante la prima guerra mondiale si continuò a giocare, ma le promozioni e le retrocessioni vennero sospese. Nel 1921 il campionato cambiò nome in Serie Promozione, quando le squadre che lo componevano (insieme a parte di quelle di Serie C) diedero vita alla Zusammenschluss der unteren Serien (ZUS).
Il torneo di Serie B continuò tuttavia anche dopo il 1921 come torneo interregionale sottostante alla Serie Promozione, e fu definitivamente abolito nel 1930 nel quadro delle riforme che avrebbero portato il calcio svizzero di lì a tre anni ad una forma primordiale di professionismo.

## Albo d'oro
| Stagione      | Girone Est      | Girone Centro                                         | Girone Ovest         | Finali              |
| ------------- | --------------- | ----------------------------------------------------- | -------------------- | ------------------- |
| 1899 dettagli | San Gallo       | Berna                                                 | Cantonal Losanna     | Cantonal Losanna    |
| 1900 dettagli | Winterthur      | -                                                     | Neuchâtel II         | Winterthur          |
| 1901 dettagli | Fortuna Basilea | -                                                     | Young Boys           | Fortuna Basilea     |
| 1902 dettagli | Grasshoppers II | Gruppo 1: Young Boys II Gruppo 2: Old Boys Basilea II | La Chaux-de-Fonds II | Grasshoppers II     |
| 1903 dettagli | Zurigo II       | Young Boys II                                         | Floria Bienna        | Zurigo II           |
| 1904 dettagli | ?               | ?                                                     | ?                    | ?                   |
| 1905 dettagli | ?               | ?                                                     | ?                    | ?                   |
| 1906 dettagli | ?               | ?                                                     | Montriond Losanna    | Montriond Losanna   |
| 1907 dettagli | ?               | ?                                                     | ?                    | ?                   |
| 1908 dettagli | ?               | ?                                                     | ?                    | ?                   |
| 1909 dettagli | ?               | ?                                                     | ?                    | ?                   |
| 1910 dettagli | ?               | ?                                                     | ?                    | ?                   |
| 1911 dettagli | ?               | ?                                                     | ?                    | ?                   |
| 1912 dettagli | ?               | ?                                                     | ?                    | ?                   |
| 1913 dettagli | ?               | ?                                                     | ?                    | Blue Stars Zurigo   |
| 1914 dettagli | ?               | ?                                                     | ?                    | Veltheim Winterthur |
| 1915 dettagli | ?               | Concordia Basilea                                     | Athlétique Ginevra   | Athlétique Ginevra  |
| 1916 dettagli | ?               | ?                                                     | ?                    | ?                   |
| 1917 dettagli | ?               | ?                                                     | ?                    | Neumünster Zurigo   |
| 1918 dettagli | ?               | ?                                                     | ?                    | Lucerna             |
| 1919 dettagli | ?               | ?                                                     | ?                    | ?                   |
| 1920 dettagli | ?               | Nordstern II                                          | ?                    | Nordstern II        |
| 1921 dettagli | Baden           | Soletta                                               | Urania Ginevra       | -                   |